# Syngatha olivescens
Syngatha olivescens là một loài bướm đêm trong họ Noctuidae.